# الدوري الأمريكي لكرة السلة للمحترفين 2011–12
الدوري الأمريكي لكرة السلة للمحترفين 2011–12 (بالإنجليزية: 2011–12 NBA season)‏ هو الموسم 66 من  الرابطة الوطنية لكرة السلة. أقيم خلال الفترة 25 ديسمبر 2011 وحتى 21 يونيو 2012، وأشرف على تنظيمه الرابطة الوطنية لكرة السلة، وفاز فيه ميامي هيت.